# Benny Södergren
Benny Södergren   (Torshälla, 23 de juny de 1948) és un esquiador suec, ja retirat, especialista en esquí de fons, que va competir durant la dècada de 1970.
El 1976 va prendre part als Jocs Olímpics d'Hivern d'Innsbruck, on va disputar quatre proves del programa d'esquí de fons. Guanyà la medalla de bronze en els 50 quilòmetres, mentre en el fou quart, en els 30 quilòmetres dotzè i en els 15 quilòmetres tretzè.